# Noria Nueva
Noria Nueva är en ort i Mexiko.   Den ligger i kommunen Dolores Hidalgo och delstaten Guanajuato, i den centrala delen av landet, 260 km nordväst om huvudstaden Mexico City. Noria Nueva ligger 1 997 meter över havet och antalet invånare är 146.
Terrängen runt Noria Nueva är en högslätt, och sluttar västerut. Runt Noria Nueva är det ganska tätbefolkat, med 52 invånare per kvadratkilometer. Närmaste större samhälle är Los Dolores, 19,3 km öster om Noria Nueva. Trakten runt Noria Nueva består till största delen av jordbruksmark.